# Bains-douches de Charleville
Les bains-douches de Charleville est un édifice situé dans la commune française de Charleville-Mézières, en Ardennes.

## Histoire
La façade donnant sur la rue Couvelet, y compris les façades latérales du corps central sur toute leur hauteur jusqu'à la limite des cheminées sont inscrites au titre des monuments historiques par arrêté du 27 février 1996. 
Le projet de construction date de 1896, il est terminé en 1925 et fonctionne jusqu'en 1990. 

## Description
La construction est en béton et briques jaunes de style Art Déco, l'architecte est Francis Despas.